# La primera y última comunión
La primera y última comunión es un óleo sobre tela de 200 x 250,5 cm, obra de Cristóbal Rojas. La pintura fue realizada en París en 1888 y representa a cinco personas en una estancia; una de ellas, una niña, recibe la primera comunión. Sentada en un sillón rojo cubierta con una manta blanca en la que incide la luz de la ventana detrás, símbolo de su pureza. En su rostro demacrado se aprecian síntomas de una enfermedad, la tuberculosis, que probablemente terminará pronto con su vida.
A la izquierda el cura, con gesto de tristeza, y su monaguillo, están iluminados mientras a la derecha, detrás de la madre, en la sombra observa un hombre, probablemente el padre. En la composición destaca el uso de luces y sombras, claros y oscuros, y un acabado en cuanto a la realidad impresionante.
La pintura fue expuesta en el Salón Oficial de París en 1888 y actualmente se encuentra en Caracas, Venezuela.